# 市原海樹
市原 海樹（いちはら みのき、1968年6月30日 - ）は、日本の男性元空手家。島根県益田市出身。身長170cm。
日本人として初めて総合格闘技UFCに挑戦した。また、空手の試合に囚われる事なく総合格闘技、ラウェイ、アマチュアボクシング、キックボクシングなど様々な格闘技の試合に参戦。1994年の北斗旗無差別級の決勝戦での敗北を機に格闘技界から完全に姿を消した。

## 来歴
- 大道塾に所属。身長170cmと格闘家としては低い身長ながらも、パンチ力の強さを武器に、1988年11月23日、北斗旗無差別級で5位入賞を果たし、翌1989年11月15日の北斗旗無差別級でも5位入賞。
- 1990年5月27日、北斗旗重量級で優勝。翌1991年5月26日、北斗旗重量級で2年連続優勝。
- 1990年11月9日、北斗旗無差別級の決勝で石田圭市に勝利し、初優勝を果たした。だが、翌1991年11月9日、北斗旗無差別級では3位に終わった。
- 1992年3月26日、正道会館主催の「格闘技オリンピックI」に大道塾代表として出場しオランダの柔道家ピーター・スミットと対戦。奇数ラウンドがキックボクシング、偶数ラウンドがリングスルールという特殊なルールの試合で、3R2分42秒、ローキックでKO勝ち。
- 1992年4月、タイとミャンマーの国境付近に赴き、飛び入りでラウェイに参戦しKO勝利を収めた。
- 1992年5月31日、北斗旗重量級でも3年連続優勝。
- 1992年7月7日、大道塾主催の「THE WARS 7.7」に出場。ロシアのキックボクサー、エフス・ティグネフとキックボクシングルールで戦い1RKO勝ちを収めた。
- 1992年11月15日、北斗旗無差別級では2年連続で3位に終わる。
- 1993年7月8日、大道塾主催の「THE WARS '93」に参戦。メインイベントでオランダ人キックボクサーヤン・ロムルダーと対戦し、TKO勝ち。
- 1993年11月7日、北斗旗無差別級の決勝で石田圭市に勝利し、3年ぶりの優勝を果たした。
- 1994年3月11日、UFC 2に参戦。トーナメント1回戦でホイス・グレイシーと対戦。試合序盤ローキックを捕まれてテイクダウンされ、グラウンドでは肘打ちなどで抵抗するもマウントパンチを受け続ける展開が続き、最後は片羽絞めでタップアウト負け。
- 1994年11月5日、北斗旗無差別級の決勝戦で山田利一郎に敗れ準優勝。この試合を最後に引退した。

## 戦績

### 総合格闘技
| 総合格闘技 戦績 | 総合格闘技 戦績 | 総合格闘技 戦績 | 総合格闘技 戦績 | 総合格闘技 戦績 | 総合格闘技 戦績 | 総合格闘技 戦績 |
| --------------- | --------------- | --------------- | --------------- | --------------- | --------------- | --------------- |
| 2 試合          | (T)KO           | 一本            | 判定            | その他          | 引き分け        | 無効試合        |
| 1 勝            | 1               | 0               | 0               | 0               | 0               | 0               |
| 1 敗            | 0               | 1               | 0               | 0               | 0               | 0               |

| 勝敗 | 対戦相手           | 試合結果      | 大会名                        | 開催年月日    |
| ○    | ピーター・スミット | 3R 2:42 KO    | 硬派er-'92格闘技オリンピックⅠ | 1992年3月26日 |
| ×    | ホイス・グレイシー | 5:08 片羽絞め | UFC 2: No Way Out 【1回戦】   | 1994年3月11日 |

### キックボクシング
| ○ | ヤン・ロムルダー           | 5R 1:20 KO | THE WARS '93 | 1993年7月8日 |
| ○ | ミハエル・エフスティグネフ | 1R 1:23 KO | THE WARS     | 1992年7月7日 |

## 獲得タイトル
- 1990年 北斗旗無差別級 優勝
- 1993年 北斗旗無差別級 優勝
- 1994年 北斗旗無差別級 準優勝

## エピソード
- 格闘技を続ける理由を記者に問われ、「僕は、僕の中にあるもののためだけに闘う。」との言葉を残している。
- 作家の夢枕獏に、市原自身に対する謝罪文を格闘技通信に掲載させた。[1]
- 1995年、島根県への里帰りの際に立ち寄った大阪で、当時サリン事件で世間を騒がせていたオウム真理教の教徒と間違われて通報され、パトカー数台が出動する騒ぎを起こす。